# The Devil You Know (L.A. Guns)
The Devil You Know è il dodicesimo album in studio del gruppo musicale statunitense L.A. Guns, pubblicato nel 2019.

## Tracce
1. Rage – 3:59
2. Stay Away – 4:02
3. Loaded Bomb – 4:59
4. The Devil You Know – 5:20
5. Needle to the Bone – 4:01
6. Going High – 4:26
7. Gone Honey – 5:45
8. Don't Need to Win – 4:05
9. Down that Hole – 4:30
10. Another Season in Hell – 6:22
11. Boom – 3:14

## Formazione
- Phil Lewis – voce
- Tracii Guns – chitarra
- Johnny Martin – basso
- Shane Fitzgibbon – batteria